# Service central de la police technique et scientifique
Il Service central de la police technique et scientifique - SCPTS (in italiano: Servizio centrale della polizia tecnica e scientifica) è un servizio della Direction générale de la Police nationale del Ministero dell'interno francese. Fornisce supervisione tecnica all'Institut national de police scientifique.
Dal 1985 al 2017 alcune responsabilità di questo servizio sono state svolte dalla Sous-direction de la police technique et scientifique, che dipendeva dalla Direction centrale de la Police judiciaire, una delle direzioni della Direction générale de la Police nationale.
Questa sottodirezione è stata guidata dal Contrôleur général Éric Arella, dal 19 novembre 2012. Arella ha lasciato queste funzioni il 20 marzo 2015 per essere nominato direttore interregionale della polizia giudiziaria a Marsiglia. È stato sostituito dal commissario di divisione Dominique Abbenanti.
Con due decreti del 5 aprile 2017, il nuovo servizio centrale riferisce direttamente al Direttore generale della Police nationale. Alla sua guida è posto l'ispettore generale Frédéric Dupuch, già direttore dell'Institut national de la police scientifique, assistito da Dominique Abbenanti, nel frattempo promosso a Contrôleur général.
Il 18 dicembre 2017, il nuovo capo dell'SCPTS lascia il suo incarico per essere nominato a partire dal 15 gennaio 2018 Directeur des Services Actifs de la Police nationale, Directeur de la sécurité de proximité de l'agglomération parisienne presso la Prefettura di polizia.
Il servizio centrale si trova a Écully, 31 avenue Franklin Roosevelt, ma esiste anche una "residenza direzionale" a Parigi.
Comprende:
- uno staff;
- due divisioni trasversali
  - la divisione di direzione e di governo: definisce la strategia della Police nationale in termini di polizia tecnica e scientifica; dirige le relazioni internazionali in questo settore di competenza, partecipando ad organismi e organizzando servizi di cooperazione.
  - la divisione delle risorse e dei mezzi; assicura la gestione a termine della forza lavoro e la sua distribuzione e definisce i parametri di riferimento per i lavori e le competenze.
- due poli centrali
  - il polo centrale di identità giudiziaria: gestisce le due domande nazionali di identificazione informatizzata, fornisce servizi su richiesta di agenti di polizia giudiziaria o pubblici ministeri. Consiglia e assiste i servizi territoriali della Police nationale che intervengono nella sua sfera di competenza.
  - il polo centrale per l'analisi delle tracce tecnologiche; fornisce servizi di analisi su requisizione di agenti di polizia giudiziaria o procuratori, o su ordine di commissione di esperti, in tutti i settori delle tecnologie digitali.
- sette delegazioni zonali in ciascuna zona di difesa e sicurezza.

Il servizio centrale di documentazione penale, che in precedenza rientrava nella sous-direction de la police technique et scientifique, resta annesso alla direction centrale de la police judiciaire.